# 中华人民共和国社会保障卡

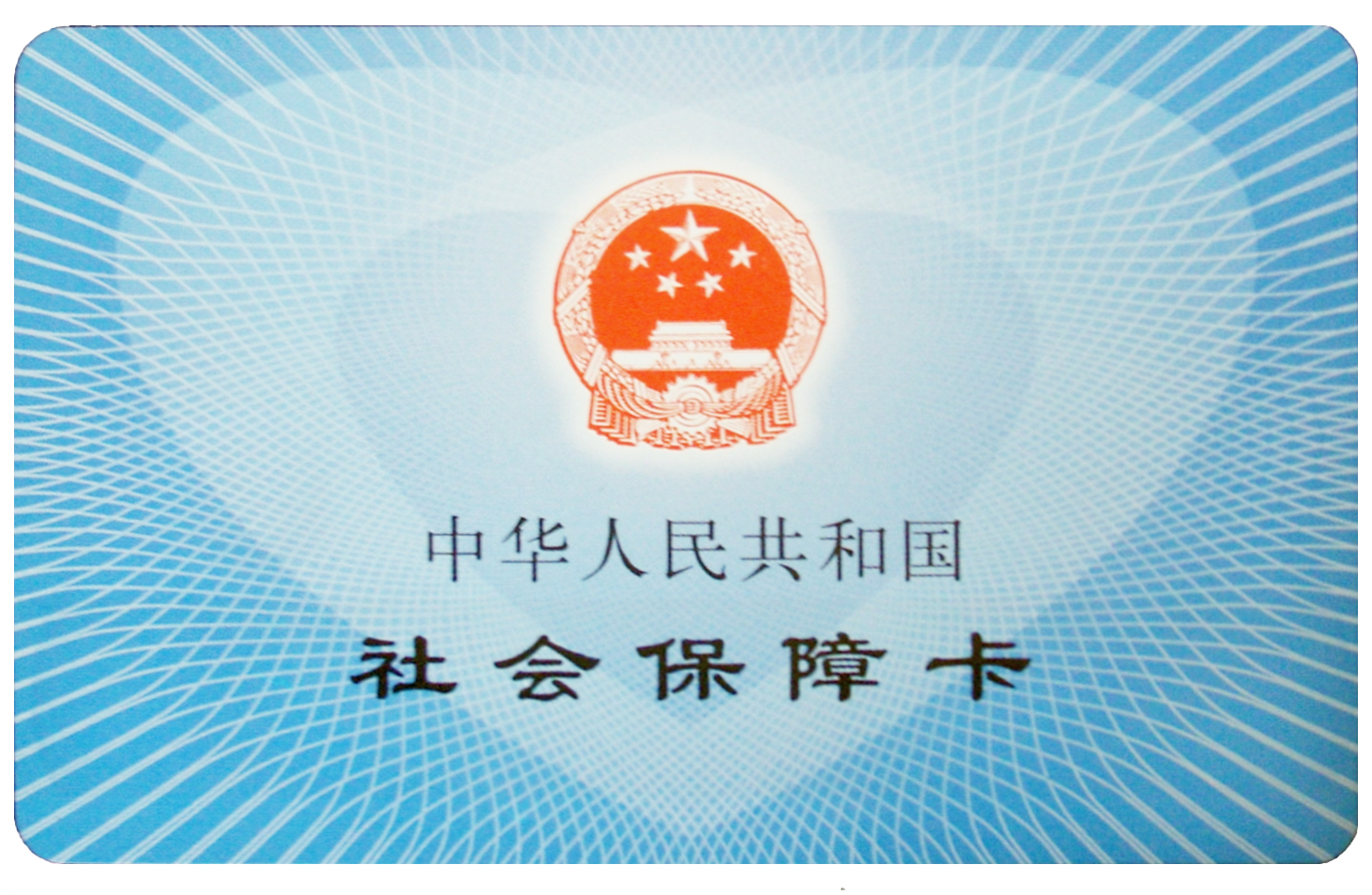
中华人民共和国社会保障卡正面

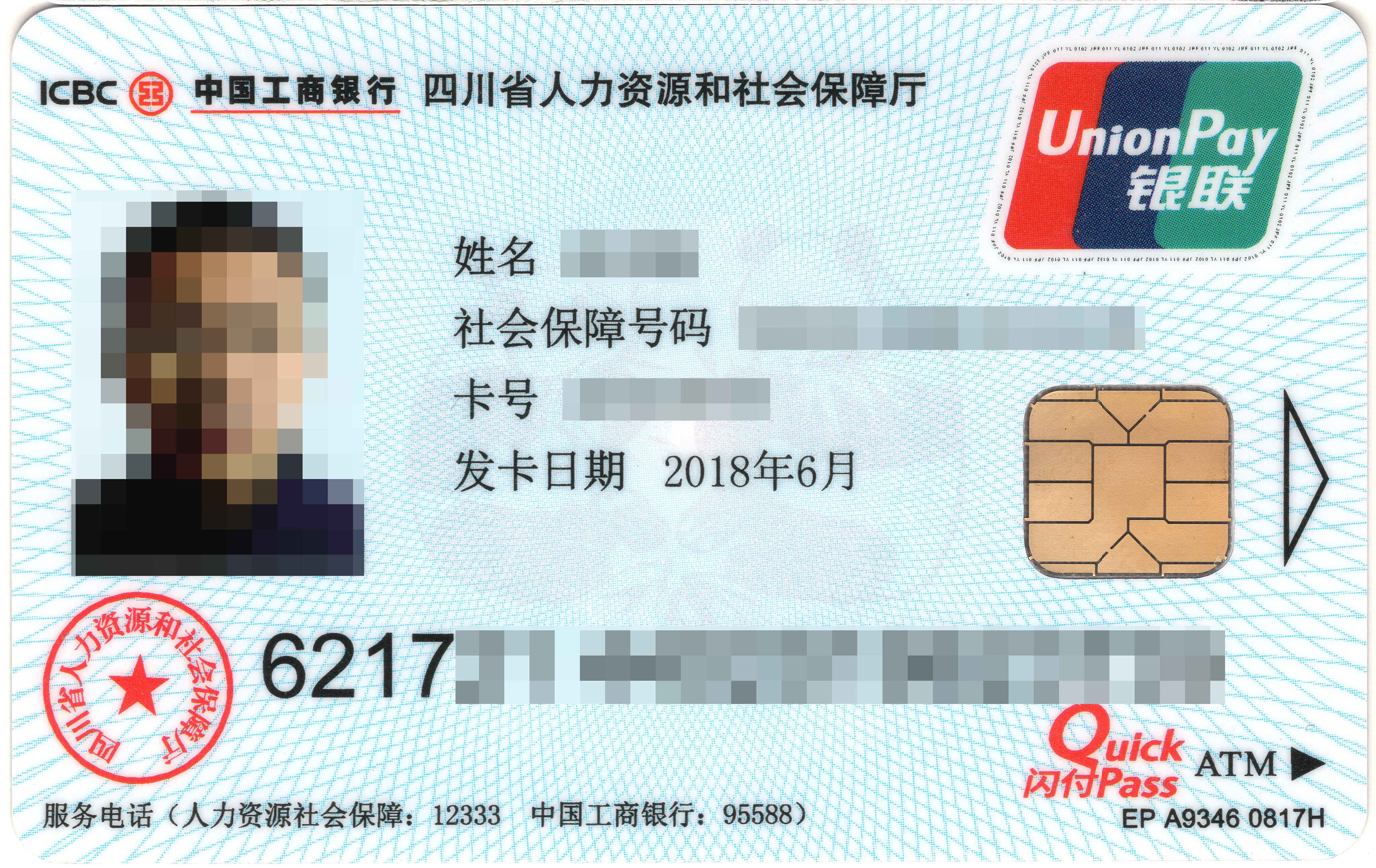
中华人民共和国社会保障卡背面，印有照片、姓名、社会保障号码和社会保障卡号、金融账号等信息

中华人民共和国社会保障卡，是中华人民共和国全国范围内可以使用的IC卡，以适应全国统一劳动力市场和社会保障系统联网的需要以及人员流动的需求。其发放的对象是政府有关部门实施社会保障的人群，可以涉及有关个人社会保障的各方面，包括社会保险以及就业服务。一些地区的地方政府根据当地的管理需要，将更多的社会管理事务也放入其中。
社会保障卡是持卡人享有社会保障和公共就业服务权益的电子凭证，具有信息记录、信息查询、业务办理等基本功能，可加载金融功能并扩展应用至其他公共服务领域。
人力资源社会保障部负责管理全国社会保障卡发行和应用工作。省、地市级人力资源社会保障部门负责管理本地区社会保障卡发行和应用工作，其所属的信息化综合管理机构具体承担社会保障卡发行和技术管理的有关事务。
社会保障卡按照“一卡多用，全国通用”的原则进行建设。各地发行社会保障卡必须遵循安全性、完整性和公益性的要求，采用全国统一的标准规范，保证在全国范围内使用。

## 社保卡功能
社会保障卡卡面和卡内均记载持卡人姓名、性别、公民身份号码等基本信息，卡内标识了持卡人的个人状态（就业、失业、退休等），可以记录持卡人社会保险缴费情况、养老保险个人账户信息、医疗保险个人账户信息、职业资格和技能、就业经历、工伤及职业病伤残程度等。

## 地区的特殊規定
在中国部分地区，社会保障卡亦可做为乘坐公共交通工具的乘车凭证，依各地方政府政策為準。例如在上海，70岁以上的上海户籍居民可以在非高峰时段凭“社会保障卡—敬老卡”免费乘车。随着新版上海市敬老卡的发放，自2016年6月26日起，社会保障卡—敬老卡免费乘坐地鐵制度将停止实行，70岁以上长者需要另行购票或刷卡乘坐。

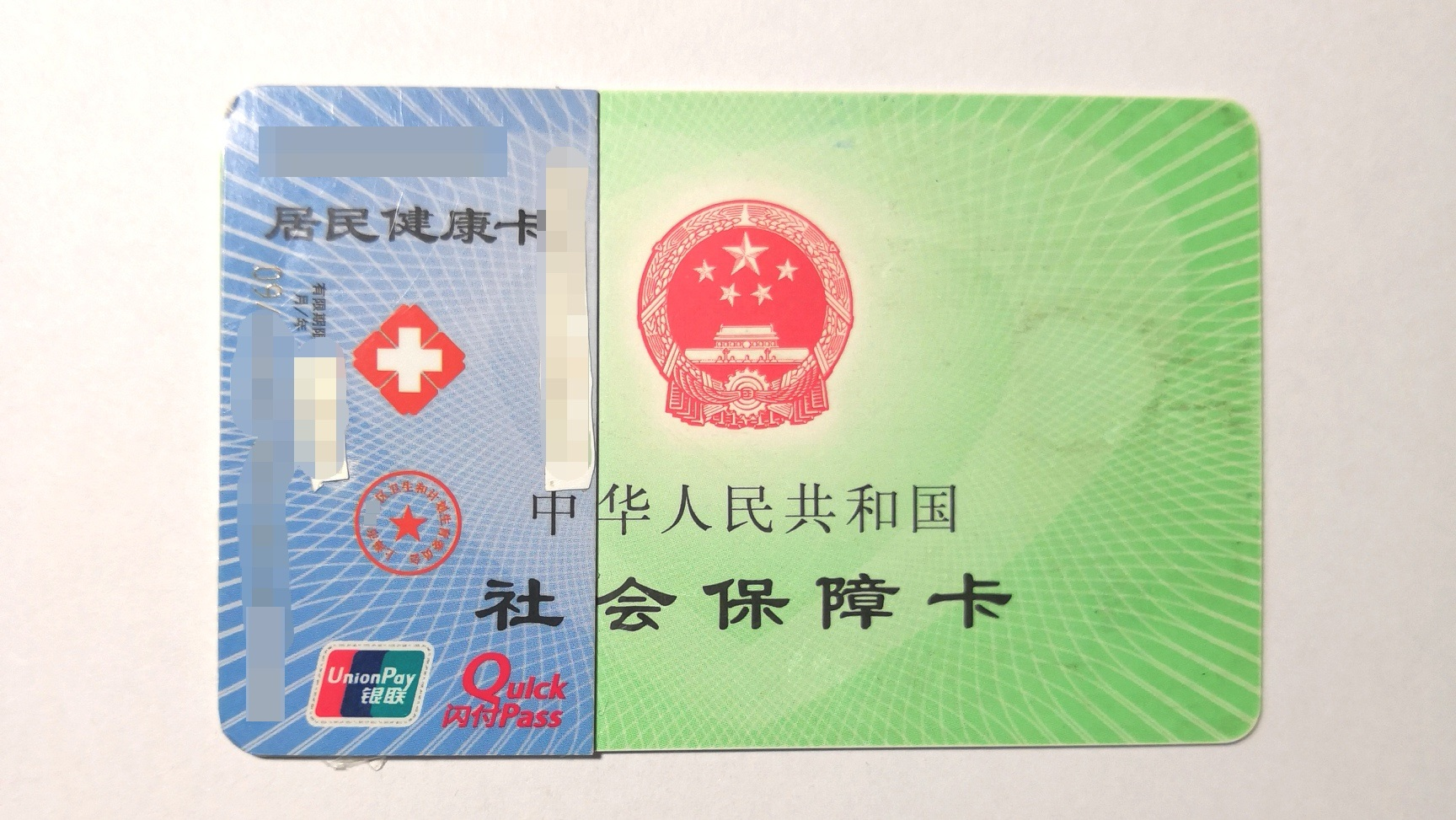
一张上海市电子学籍卡（绿色部分），拍摄时已经失去学生身份证明功能

此外，在2007年至2012年间，上海市中小学生的社会保障卡由上海市教育委员会发行，卡片为第一代社会保障卡，卡面正面标注为上海市电子学籍卡，背面样式和一般的社会保障卡社会保障卡样式相同，但使用了绿色为背景。2012年后不再发行，原先发行的卡可继续用于社会保障业务，而该卡的学籍证明功能以新发行的上海市电子学生证代替。
2018年底人社部發表「香港澳門台灣居民在內地參加社會保險暫行辦法」規範港澳台居住證領取者後續領取社会保障卡規定，五險中的養老和失業保險台胞只要出示在台灣對應公保、勞保或國民年金等資格未斷離放棄的證明，即可免交。工傷和生育保險均由大陸企業用人單位繳費，而醫保為企業和個人一同繳納存於個人醫療帳戶中，若台胞有一天想要終止社会保障卡帳戶则可以領取帳戶内的餘額。2020年1月1日起，在中国內地就業、居住及讀書的港澳台居民可以参加社保，與内地居民一樣享有社保待遇。

## 外部連結
- 國務院人社部 - 社会保障卡入口網（页面存档备份，存于）
- 國務院人社部 - 國家社會保險網路平台（页面存档备份，存于）